# 社會科學引文索引
社會科學引文索引（Social Sciences Citation Index, ）是一種跨學科的學術引用文獻索引，由美國科學資訊研究所（Institute for Scientific Information, ISI）所發展，類似於科學引文索引，為湯森路透（Thomson Reuters）的產品。
社會科學引用索引透過分析學術文獻引用的資訊，了解目前社會科學領域中最有影響力的研究成果，並且說明相關性及先前文獻對當前文獻的影響力。目前它包含世界上主流的社會科學學術期刊，共有2,474種期刊，並且橫跨約50種的學科，目前社會科學引用索引可由付費的Web of Science學術文獻資料庫中檢索。

## 外部連結
- Social Sciences Citation Index （页面存档备份，存于）

Template:Thomson Reuters